# 柯子岭站
柯子岭站是广州地铁12號線的在建车站，位于中华人民共和国广东省广州市白云区白云大道南与景云路交叉口南侧，预计2026年启用。

## 车站结构

### 车站楼层
本站为地下两层岛式车站。
| 地下一层 | 站厅                       | 售票機、客服中心、商店、警务室、安检设施 |  |  |
| 地下二层 | 2 站台                     | █12号线 潯峰崗方向（下站：景泰）         |  |  |
|          | 岛式站台（卫生间、母婴室） |                                          |  |  |
|          | 1 站台                     | █12号线 大学城南方向（下站：中医药大学） |  |  |

### 月台
本站將设有一个岛式月台，位于白云大道南的地底。

## 历史
本站在规划初期被称为柯子岭站，12号线获批后改以景云路站作为工程名。后在人大代表及政协委员的推动下，当局计划恢复“柯子岭”为本站正式站名；2025年5月，本站定名柯子岭站。
车站于2019年5月开始围蔽施工。